# Nicolae Dumitrescu
Nicolae Dumitrescu – rumuński strzelec, medalista mistrzostw świata.
Dumitrescu raz stanął na podium mistrzostw świata. Dokonał tego na zawodach w 1958 roku, podczas których został 
drużynowym wicemistrzem świata w karabinie małokalibrowym leżąc z 50 m (skład zespołu: Constantin Antonescu, Nicolae Dumitrescu, Petre Șandor, Iosif Sîrbu, Dinu Vidrașcu).
Wyróżniony tytułem Mistrza Sportu. Był zawodnikiem klubu Dinamo Bukareszt.

## Wyniki

### Medale mistrzostw świata
Opracowano na podstawie materiałów źródłowych:
| Mistrzostwa | Konkurencja                                  | Wynik     | Miejsce |
| ----------- | -------------------------------------------- | --------- | ------- |
| Moskwa 1958 | Karabin małokalibrowy leżąc, 50 m, drużynowo | 1959 pkt. |         |